# ゴイシシジミ
ゴイシシジミ（碁石小灰蝶、学名：Taraka hamada）はシジミチョウ科のチョウ。翅の表面は一様に黒く、裏面は白地に黒い碁石状の斑点がある。前翅長約14mm。
インド東部（シッキム州とアッサム州にかけておよびミャンマー国境のチッタゴン丘陵地帯南部）、東アジア（中国中部と雲南省、日本）、東南アジア（マレー半島、スマトラ島、ボルネオ島、ジャワ島）に分布。日本では北海道から九州にかけて分布する。山地から平地の林や笹薮でよく見られ、年4-5回、5-10月にかけて現れる。

## 生活史・食草
幼虫は日本の全種の蝶の中で唯一の完全な肉食性で、メダケ・クマザサなどのタケ科植物につくタケノアブラムシ・ササコナフキツノアブラムシなどを捕食する。成虫もまた彼らの分泌液に依存するため、この種の存在には前述のアブラムシが必要不可欠となる。成虫は、アブラムシの集団の中に卵を生む。
なお、日本産のカニアシシジミ亜科（アシナガシジミ亜科）のチョウは本種のみである。